# Țevi și fitinguri UPVC
Țevile și fitingurile din UPVC (policlorură de vinil neplastifiată) sunt unul dintre cele mai utilizate tipuri de țevi polimerice în industria construcțiilor, instalațiilor și sistemelor de transport a apei. UPVC, cunoscut și sub denumirea de PVC dur, este un material care nu conține dedurizatori chimici și, prin urmare, are rezistență și stabilitate ridicate. Aceste tipuri de țevi au devenit una dintre opțiunile preferate în diverse proiecte civile și industriale datorită caracteristicilor lor speciale precum durabilitatea ridicată, rezistența la coroziune și ușurința.

## Proprietățile fizice și chimice ale țevilor și fitingurilor UPVC
Datorită structurii lor chimice speciale, țevile și fitingurile UPVC au caracteristici care le deosebesc de alte tipuri de țevi. Aceste țevi sunt realizate din clorură de polivinil, dar nu conțin plastifianți, care le măresc duritatea și rezistența. Această caracteristică a făcut ca țevile UPVC să fie foarte rezistente la presiune și impact. De asemenea, aceste țevi sunt foarte rezistente la substanțe chimice precum acizi, alcalii și săruri și pot funcționa bine în medii corozive. O altă caracteristică a țevilor UPVC este rezistența la căldură. Deși aceste țevi nu pot tolera temperaturi foarte ridicate datorită faptului că sunt un polimer, ele funcționează bine în intervalul de temperatură de la 0 la 60 de grade Celsius. Din punct de vedere fizic, aceste conducte sunt usoare si usor de transportat si instalat. Suprafața interioară netedă și lustruită a acestor țevi reduce, de asemenea, căderea de presiune și crește eficiența sistemelor de transmisie.

## Aplicații ale țevilor și fitingurilor UPVC în diverse industrii
Țevile și fitingurile UPVC sunt utilizate în diverse industrii datorită caracteristicilor sale remarcabile. Una dintre cele mai importante aplicații ale acestora este în sistemele de alimentare cu apă urbane și rurale. Datorita rezistentei lor la coroziune si sedimentare, aceste conducte sunt o optiune potrivita pentru transportul apei potabile. De asemenea, țevile UPVC sunt utilizate pe scară largă în sistemele de canalizare, deoarece rezistența lor ridicată la substanțele chimice din canalizare crește durata de viață utilă a sistemului. În sectorul agricol, conductele UPVC sunt utilizate pentru sistemele de irigare prin picurare și transferul apei din sursele naturale către terenurile agricole. În plus, în industria construcțiilor, aceste conducte sunt folosite pentru a transfera apă caldă și rece, sisteme de ventilație și chiar sisteme de transfer de gaze industriale. Rezistența acestor tuburi la razele UV le-a făcut, de asemenea, o opțiune potrivită pentru aplicații în aer liber și medii deschise.

## Avantajele țevilor și fitingurilor UPVC față de alte opțiuni
Unul dintre cele mai importante avantaje ale țevilor și fitingurilor UPVC este durata lungă de viață și rezistența la condițiile de mediu. Aceste conducte sunt foarte rezistente la rugină, putrezire și efectele negative ale umezelii și pot fi folosite decenii fără a fi nevoie de reparații sau înlocuiri. De asemenea, greutatea redusă a acestor conducte reduce costurile de transport și instalare. În comparație cu țevile metalice sau cu alte tipuri de țevi din polimer, țevile UPVC sunt semnificativ mai economice și reduc costul total al proiectului. O altă caracteristică a acestor țevi este rezistența lor chimică ridicată, ceea ce le face potrivite pentru transportul materialelor corozive sau acide. De asemenea, instalarea ușoară și conectarea rapidă a țevilor UPVC scurtează timpul de realizare a proiectelor și crește productivitatea. Din punct de vedere al mediului, aceste conducte pot fi reciclate și au mai puține efecte negative asupra mediului. În cele din urmă, lipsa întreținerii frecvente este unul dintre cele mai importante motive pentru popularitatea acestor țevi în diverse proiecte.